# 石丽平
石丽平（1966年1月—），贵州松桃人，苗族，中国民主建国会会员。中华人民共和国政治人物、第十三届全国人民代表大会贵州省代表。贵州松桃梵净山苗族文化旅游产品开发有限公司董事长。

## 生平
2018年，石丽平被选为贵州省出席第十三届全国人民代表大会代表。